# 毛倡妓

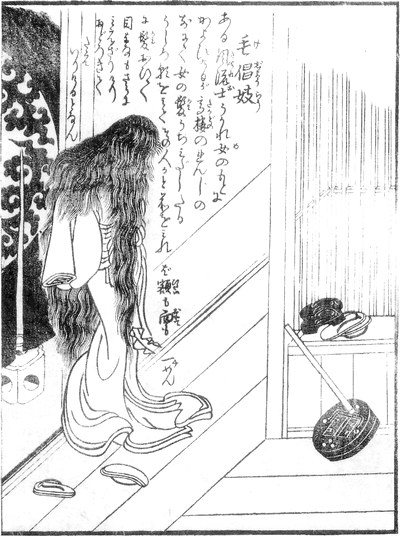
鳥山石燕『今昔画図続百鬼』より「毛倡妓」

毛倡妓、毛女郎（けじょうろう）は、鳥山石燕の妖怪画集『今昔画図続百鬼』や江戸時代の黄表紙にある日本の妖怪。その名の通り、長い髪がぼうぼうの倡妓（遊女）の姿をしており、遊廓に現れるとされる。

## 概要
『今昔画図続百鬼』では、顔も見えないほど毛むくじゃらの倡妓の姿で描かれている。解説文によれば、ある男が知り合いの女の後ろ姿を見かけたと思い、駆け寄って顔を見ると、それは全身が毛に覆われた毛倡妓だったとある。日本文学研究家・アダム・カバットはこの妖怪を、長い髪に隠れて顔が見えないのではなく、最初から顔のない、のっぺらぼうのような妖怪としている。妖怪研究家・多田克己はこれを、江戸時代の吉原遊廓を風刺した創作と指摘している。
この妖怪に限らず、石燕の描く妖怪には女郎に関連するものが多く、本作『今昔画図続百鬼』にも、この「毛倡妓」の直前に「青女房」が描かれているが（今昔画図続百鬼#晦を参照）、「青女房」とは腎虚を患った女性の隠語でもあり、両者ともに女性の「化粧」を「お化け」に掛け、石燕が言葉遊びで創作したものとも見られている。
黄表紙には主に「毛女郎」の名で登場しており、中でも桜川慈悲成による『変化物春遊』にある歌川豊国の描く毛女郎が石燕の毛倡妓に酷似していると指摘されている。黄表紙で描かれる妖怪たちの世界では、毛倡妓はその不気味な印象とは対照的に人気者のようで、歌川豊国による『大昔化物双紙』では男性の妖怪たちが毛倡妓をめぐって争ったり、毛倡妓が恋仲となった妖怪のために心中立（遊女が客に自分の想いを示すために髪を切る、客の名の刺青を入れるなどの儀式）をするなどの場面が見られる。
日本の伝承資料においては、毛倡妓のように全身毛だらけという妖怪は確認されていないが、中国の古書『投轄録』では、紙銭を焼く煙の中に全身が毛だらけの「毛女」が現れたという話がある。